# Adolf Scherer
Pour les articles homonymes, voir Scherer.
Adolf Scherer, né le 5 mai 1938 à Priekopa en Slovaquie et mort le 22 juillet 2023 à Saint-Gilles (Gard),, est un footballeur international tchécoslovaque, qui évoluait au poste d'attaquant.

## Biographie
Il est sélectionné à 36 reprises sous le maillot de l'équipe nationale tchécoslovaque, et y inscrit 22 buts dont 3 lors de la Coupe du monde 1962, où son équipe termine deuxième.

## Parcours
- 1957-1962 : ČH Bratislava  Tchécoslovaquie
- 1962-1965 : AŠK Inter Bratislava  Tchécoslovaquie
- 1965-1967 : FC Lokomotíva Košice  Tchécoslovaquie
- 1967-1969 : VSS Košice  Tchécoslovaquie
- 1969-1972 : Nîmes Olympique  France
- 1973-1975 : Olympique avignonnais  France

## Palmarès
- Finaliste de la Coupe du monde de football 1962 avec la Tchécoslovaquie
- Vainqueur de la Coupe internationale 1955-1960 avec la Tchécoslovaquie
- Champion de Tchécoslovaquie en 1959 avec le TJ Cervena Hviezda Bratislava
- Vainqueur de l'International football cup en 1963 et en 1964 avec le Slovnaft Bratislava